# Didi (cầu thủ bóng đá)
Waldyr Pereira hay còn gọi là Didi (phát âm tiếng Bồ Đào Nha: [dʒiˈdʒi]; 8 tháng 10 năm 1928 - 12 tháng 5 năm 2001), là cựu cầu thủ bóng đá người Brasil từng chơi ở vị trí tiền vệ và tiền đạo. Ông từng tham dự 3 kỳ World Cup (1954, 1958 và 1962), giành được 2 chức vô địch và được bình chọn là cầu thủ xuất sắc nhất giải đấu năm 1958.
Didi được coi là một trong những tiền vệ vĩ đại nhất trong lịch sử môn thể thao vua, ông nổi tiếng về khả năng qua người, sức bền và kỹ thuật của mình; Ông được mệnh danh là "Hoàng tử Ethiopia" trong suốt sự nghiệp của mình. Một chuyên gia về bóng chết, ông trở nên nổi tiếng vì đã phát minh ra các cú đá phạt tự do kiểu folha seca (lá vàng rơi). Kiểu đá phạt này đặc biệt thành công với các cầu thủ hiện đại như Cristiano Ronaldo và Juninho, với đặc điểm bóng sẽ đột ngột hạ thấp độ cao bất ngờ khi bay khiến bóng dễ thành bàn thắng.

## Nơi sinh
Didi được sinh ra trong một gia đình nghèo ở thành phố Campos, 150 dặm về phía bắc Rio de Janeiro. Khi còn là thanh niên, ông đã bán đậu phộng để phụ giúp gia đình của mình, và bắt đầu tập chơi bóng đá trên đường phố.

## Sự nghiệp
Didi gần như bị chấn thương ở chân phải khi anh 14 tuổi do nhiễm trùng nghiêm trọng sau một tai nạn ở đầu gối. Anh đã hồi phục và bắt đầu chơi cho một số câu lạc bộ ở Campos dos Goytacazes. Anh trở thành cầu thủ chuyên nghiệp cho Americano de Campos và có thành tích nổi bật nhất là từ khi anh gia nhập câu lạc bộ Fluminense vào năm 1949. Trong bảy mùa thi đấu với câu lạc bộ, anh đã giành được chức vô địch carioca Campeonato năm 1951 và 1952 Copa Rio.
Trong kỳ World Cup 1954, anh đã ghi bàn thắng trước Mexico và Nam Tư, trước khi Brasil đánh bại Hungary. Trận đấu này được biết đến như trận Berne; và Didi đã tham gia vào cuộc tranh cãi đã xảy ra sau trận đấu tồi tệ này.
Ở cấp câu lạc bộ, ông chuyển tới Botafogo, giành chức vô địch Campeonato Carioca (chức vô địch bang Rio) năm 1957. Didi trước đó đã hứa sẽ đi bộ từ Maracanã đến nhà mình, trong khu vực Laranjeiras (9,4 km)
Thành tích xuất sắc nhất của ông là tại World Cup 1958, nơi ông là cầu thủ chơi hay nhất của giải đấu. Chơi ở vị trí tiền vệ, ông đã ghi bàn thắng đầu tiên cho đội tuyển Brazil trong cả hai lần vô địch FIFA World Cup. Trong 68 trận quốc tế ông đã ghi được 20 bàn, trong đó có mười bàn ghi từ đá phạt trực tiếp.
Vào năm 1959, ông đã ký hợp đồng với câu lạc bộ Real Madrid của Tây Ban Nha. Mặc dù đã gầy dựng nên danh tiếng của mình sau kỳ World Cup 1958, tuy nhiên Didi chỉ thi đấu 19 trận với vỏn vẹn 6 bàn thắng cho câu lạc bộ và thường xuyên gặp đội trưởng Alfredo Di Stéfano, người cảm thấy bị xúc phạm bởi sự phân chia sự chú ý của người hâm mộ với người mới đến này; Tình huống này đã kết thúc đến khi Didi quyết định rời câu lạc bộ . Sau thành công tại World Cup 1962, Didi đã quyết định treo giày và trở thành một Huấn luyện viên.

## Danh hiệu

### Cầu thủ

#### Quốc tế
Đội tuyển Brazil
- FIFA World Cup: 1958, 1962[6]
- Copa Oswaldo Cruz: 1955, 1958, 1961, 1962
- O'Higgins Cup: 1955, 1961
- Pan American Games: 1952
- Atlantic Cup: 1956

#### Câu lạc bộ
Botafogo
- Campeonato Carioca: 1957, 1961, 1962[6]
- Torneio Rio – São Paulo: 1962[6]
- Tournament Home: 1961, 1962, 1963
- Colombia International Tournament: 1960
- Pentagonal Club of Mexico: 1962

Fluminense
- Copa Rio: 1952
- State Championship: 1951

Real Madrid
- European Cup: 1960[6]
- Ramon de Carranza Trophy: 1959